# Walrein
Walrein (トドゼルガ, Todoseruga u Japanu, Walraisa u Njemačkoj i Kaimorse u Francuskoj) je jedan od fiktivnih Pokémon čudovišta iz istoimene franšize. 
Njegovo ime dolazi od kombinacija riječi walrus (morž) i rein, što znači "bridle" (obuzdati) ili "control" (kontrola), što je i njegova zadaća kao vođi krda. Riječ rein može biti i reign (vladanje), što govori nje njegovu poziciju kao kralj morskih lavova. Rein može biti i krivo napisana riječ rain (kiša), što aludira na poveznicu s vodom. 